# Stoicism
Stoicismul este o școală filosofică fondată în Atena de Zenon din Citium (Kition) în jurul anului 300 î.Hr., în perioada elenistică a istoriei antice. Numele derivă de la un portic cu coloane, stoa poikile (gr.: portic zugrăvit), decorat de pictorul Polygnotos cu aspecte de la distrugerea Troiei, luptele atenienilor cu Amazoanele și bătălia de la Marathon. Aici își ținea lecțiile Zenon și aveau loc discuțiile cu discipolii săi.

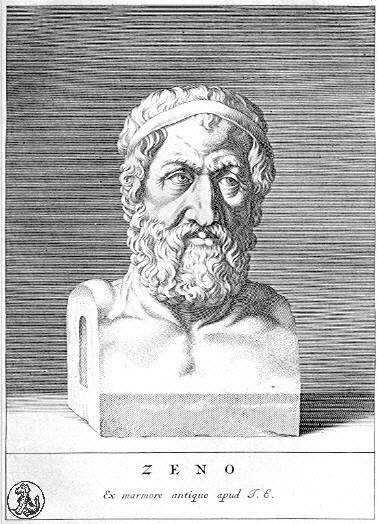
Zenon din Kition

Stoicismul este un curent filozofic care s-a dezvoltat ca o reacție împotriva epicurismului, având originea în filosofia cinică fondată de Antisthene, un discipol al lui Socrate. Învățătura centrală a stoicismului este morala derivată din înseși legile naturii sau mai bine zis promovarea rațională, existenta virtuoasă sau atitudinea bărbătească în raport cu vicisitudinile vieții. Acceptarea acestei evidențe compensează durerea și nefericirea, împacă binele cu răul, viața cu moartea. O altă trăsătură constă în recomandarea iubirii față de oricare alte ființe.
Stoicismul este un curent filozofic în Grecia și Roma antică care în domeniul eticii susținea că înțelepții trebuie să se conducă numai după rațiune, renunțând la plăceri și făcând față cu fermitate încercărilor vieții. Stoicismul a fost o școală de gândire care s-a dezvoltat în istoria Greciei și a Romei din vremea antichității clasice. A fost una dintre cele mai influente și mai sublime filozofii din însemnările civilizației occidentale. Stoicii au considerat totdeauna că scopul tuturor cercetărilor este de a oferi un mod de comportare caracterizat prin relaxarea gândirii și certitudinea valorilor morale.
Stoicismul a avut o audiență largă la gânditorii greci și romani, cunoscând o evoluție de mai multe secole, în trei perioade:
- Stoicismul vechi (300-200 a.Chr.): Zenon din Citium, urmat la conducerea școlii de Kleanthes din Assos și apoi de Chrysippos.
- Perioada mijlocie (200-50 a.Chr.): Panaitios din Rodos, Antipatros din Tars, Poseidonios din Apameia - învățătorul lui Cicero - , Diogene din Babilon. Uneori, în această perioadă este încadrat și Cicero, ale cărui opere conțin multe învățături stoice; el era însă mai degrabă un eclectic, adept al „Noii Academii”.
- Stoicismul târziu sau „roman” : Seneca, Musonius Rufus, Epictet, Marc Aureliu.

## Filosofia stoică
Stoicismul a fost cel mai influent curent în filosofie din timpul Imperiului Roman, înainte ca învățătura creștină să devină religie de stat. În filosofia stoică, etica ocupă locul preponderent, în slujba căreia se află logica și fizica (cu sensul general de știință a naturii). 

### Logica
În logică sunt cuprinse gramatica, retorica și dialectica, urmând în esență principiile logicii lui Aristotel, la care se adaugă o teorie asupra originii cunoașterii și criteriilor adevărului. În concepția stoicilor, orice cunoaștere ajunge la nivelul conștiinței (spiritului) prin mijlocirea simțurilor. Această teorie este în opoziție clară cu idealismul platonician, după care spiritul este izvorul cunoașterii, simțurile constituind o sursă a iluziilor și erorilor. Stoicii neagă realitatea metafizică a conceptelor, ele nu ar avea realitate în afara conștiinței. Întrucât cunoașterea înseamnă preluarea senzorială a cunoștinței obiectelor, adevărul reprezintă corespondența impresiilor noastre asupra lucrurilor. Criteriul adevărului nu poate consta în concepte, pentru că ele sunt creația impresiilor noastre, el constă în senzația însăși, nu poate consta în gândire, ci în simțire. Obiectele reale creează în noi o trăire intensă, convingerea asupra existenței lor reale, ceea ce le deosebește de visuri sau închipuiri.

### Fizica
Teza fundamentală rezidă în afirmația profund materialistă, după care „nu există nimic imaterial”, afirmație derivată din teoria stoică asupra cunoașterii pe baze senzoriale. Lumea este una singură, nu se mai admite dualismul materie-spirit din filosofia lui Platon, lumea n-ar fi posibilă dacă n-ar fi alcătuită din aceeași substanță. Corpul și spiritul, Dumnezeu și lumea, reprezintă perechi, în care fiecare acționează unul asupra altuia. Astfel corpul - pe calea simțurilor - produce gânduri în conștiință, iar spiritul determină mișcările corpului. Toate lucrurile fiind materiale, care este atunci substanța fundamentală din care este făcută lumea? Stoicismul reia teza lui Heraclit, după care focul este elementul unic, în forma lui primordială fiind reprezentat de Dumnezeu. Dumnezeu stă în relație cu lumea, așa cum spiritul este în relație cu corpul. Spiritul uman provine din focul divin (în unele scrieri denumit logos („Cuvântul”). Astfel, fizica stoică are o trăsătură net monistă și panteistă în același timp. Focul divin are un caracter rațional, din care rezultă că lumea este guvernată de rațiune, ceea ce are două semnificații. În primul rând în lume se poate recunoaște un scop, și anume tendința spre armonie, frumusețe și echilibru. În al doilea rând, deoarece rațiune înseamnă lege, rezultă că universul este guvernat conform necesității absolute de cauză și efect. În consecință, individul nu poate fi liber, el este silit să urmeze necesitatea legilor naturale.

### Etica
Etica dezvoltată de Stoicism derivă din principiile proprii ale fizicii: universul este guvernat de legi absolute care nu admit excepții, iar esențialul naturii umane este rațiunea. Aceste principii se sumează în celebra maximă: „Trăiește în acord cu natura!”. Din această formulă derivă noțiunea de virtute, cu cele patru aspecte cardinale: înțelepciunea, curajul, dreptatea și temperanța, corespondând învățăturilor lui Socrate. În timp ce în etica aristoteliană se recunoștea locul pasiunilor în natura umană, urmând ca acestea să fie reprimate prin rațiune, stoicii cer anihilarea pasiunilor, mergând până la ascetism („askesis”), pentru că virtutea reprezintă unica fericire. A fi virtuos, înseamnă a fi indiferent la durere și suferință („apatheia”) și, în același timp, doritor de cunoaștere. De aici importanța acordată științei, fizicii, logicii, pentru că ele reprezintă bazele moralității, rădăcinile oricărei virtuți. Omul înțelept este sinonim cu om bun. Nefericirea și răutățile lumii sunt rezultatele ignoranței. De aici recomandarea practicii filosofiei, examinării permanente a propriilor judecăți și a comportamentului, pentru a putea constata dacă ele diferă de rațiunea universală a naturii.

## Influența stoicismului
Filosofia stoică a influențat și pe unii din „părinții bisericii” creștine ca Toma de Aquino și Sfântul Augustin. În timpul Renașterii târzii, s-a dezvoltat un adevărat „Neostoicism”, al cărui reprezentant renumit a fost Justus Lipsius. Influența acestui neostoicism se resimte în scrierile lui Michel de Montaigne, înainte de orientarea lui spre scepticism, și în gândirea lui René Descartes. Și filosofia morală a lui Immanuel Kant este impregnată de Stoicism.